# Rosal de la Frontera
Rosal de la Frontera er en by og kommune i det sydvestlige Spanien i provinsen Huelva. Den har et indbyggertal på 1.671 (2024) indbyggere.
Kommunen ligger på grænsen til Portugal.